# كونغور
كونغور (بالروسية: Кунгур) هي إحدى مدن روسيا في جنوب شرق الكيان الفدرالي الروسي بيرم كراي. وهي تقع على جبال الأورال بين نهري إيرل وشاخفا قبل أن يصبا في نهر سيلفا (حوض نهر كاما)